# Rhythm Is a Dancer
Rhythm Is a Dancer ist ein am 30. März 1992 veröffentlichtes Lied der Dance-Gruppe Snap! Der Song platzierte sich in zahlreichen Charts auf Platz 1 und gilt als erster großer Hit der im Jahr 1992 einsetzenden Eurodance-Welle.

## Text und Musik
Geschrieben wurde der Titel von Michael Münzing und Luca Anzilotti unter Verwendung ihrer Pseudonyme Benito Benites und John „Virgo“ Garrett III sowie Thea Austin und Durron Butler. Sängerin des Titels ist Thea Austin, der Rap stammt von Turbo B. Rhythm Is a Dancer basiert mit seiner Hauptmelodie auf dem Song Auto-Man aus dem Jahr 1984 von der US-amerikanischen Electro- und Hip-Hop-Gruppe Newcleus.

## Musikvideo
Das Musikvideo entstand unter der Regie von Howard Greenhalgh. Es zeigt die Sängerin Thea Austin und eine Band im „Rocket Garden“ des Besucherzentrums im Kennedy Space Center in Florida, der mit viel Nebel gefüllt ist. Die Sängerin und die Gruppe agieren auf beweglichen Plattformen, während unter ihnen Tänzer auf einer festen Plattform tanzen. In die Szenen sind halbtransparent digitale Aufnahmen von flackernden Flugnavigationskarten, animierten geometrischen Figuren sowie vorbeiziehende Wolkenfelder und tanzende Personen eingebunden.

### Preise
Echo
- 1993: in der Kategorie „Single National/International“

## Kommerzieller Erfolg

### Chartplatzierungen
Rhythm Is a Dancer (1992)
Rhythm Is a Dancer war die zweite Single von Snap!, die im Vereinigten Königreich Platz 1 erreichte – dort stand der Song ab August 1992 sechs Wochen an der Spitze der Charts. In Deutschland kletterte der Titel auf Position 1, und er erreichte Anfang 1993 Platz 5 in den Billboard Hot 100 in den Vereinigten Staaten von Amerika. In Frankreich stieg der Song am 8. August 1992 auf Platz 5 in die Charts ein, bevor er vier Wochen später an die Spitze stieg und sich dort sechs Wochen lang hielt. In den französischen Charts war Rhythm Is a Dancer die erste Dance-Single überhaupt auf Platz 1.
| ChartsChartplatzierungen       | Höchstplatzierung | Wochen |
| ------------------------------ | ----------------- | ------ |
| Deutschland (GfK)              | 1 (36 Wo.)        | 36     |
| Österreich (Ö3)                | 1 (26 Wo.)        | 26     |
| Schweiz (IFPI)                 | 1 (32 Wo.)        | 32     |
| Vereinigte Staaten (Billboard) | 1 (36 Wo.)        | 36     |
| Vereinigtes Königreich (OCC)   | 5 (39 Wo.)        | 39     |

| ChartsJahrescharts (1992)      | Platzierung |
| ------------------------------ | ----------- |
| Deutschland (GfK)              | 1           |
| Österreich (Ö3)                | 2           |
| Schweiz (IFPI)                 | 2           |
| Vereinigte Staaten (Billboard) | 75          |
| Vereinigtes Königreich (OCC)   | 2           |

Rhythm Is a Dancer 2003
Im Mai 2003 platzierte sich ein Remix auf Position 17 in den UK-Top-40-Charts.
| ChartsChartplatzierungen | Höchstplatzierung | Wochen |
| ------------------------ | ----------------- | ------ |
| Deutschland (GfK)        | 7 (12 Wo.)        | 12     |
| Österreich (Ö3)          | 10 (13 Wo.)       | 13     |
| Schweiz (IFPI)           | 35 (11 Wo.)       | 11     |

| ChartsJahrescharts (2003) | Platzierung |
| ------------------------- | ----------- |
| Deutschland (GfK)         | 65          |

Rhythm Is a Dancer Volume 08
Am 25. Mai 2008 stieg Rhythm Is a Dancer nochmals in die UK-Top-40 auf Platz 36 ein und kletterte zwei Wochen später bis auf Platz 23. Die BBC Radio 1 DJs Fearne Cotton und Reggie Yates mutmaßten, dass dies an einem Werbespot für ein Wasser namens „Drench“ lag.
| ChartsChartplatzierungen | Höchstplatzierung | Wochen |
| ------------------------ | ----------------- | ------ |
| Deutschland (GfK)        | 84 (3 Wo.)        | 3      |

### Auszeichnungen für Musikverkäufe
| Land/Region                  | Auszeichnungen für Musikverkäufe (Land/Region, Auszeichnung, Verkäufe) | Verkäufe  |
| ---------------------------- | ---------------------------------------------------------------------- | --------- |
| Australien (ARIA)            | Gold                                                                   | 35.000    |
| Dänemark (IFPI)              | Gold                                                                   | 45.000    |
| Deutschland (BVMI)           | Platin                                                                 | 500.000   |
| Frankreich (SNEP)            | Gold                                                                   | 250.000   |
| Italien (FIMI)               | Platin                                                                 | 100.000   |
| Niederlande (NVPI)           | Platin                                                                 | 75.000    |
| Österreich (IFPI)            | Gold                                                                   | 25.000    |
| Schweden (IFPI)              | Gold                                                                   | 25.000    |
| Vereinigte Staaten (RIAA)    | Gold                                                                   | 500.000   |
| Vereinigtes Königreich (BPI) | 2× Platin                                                              | 1.200.000 |
| Insgesamt                    | 6× Gold · 5× Platin ·                                                  | 2.755.000 |

## Coverversionen und Medienpräsenz
Rhythm Is a Dancer wurde unter anderem von den folgenden Künstlern gecovert:
- Berk and the Virtual Band
- Chic Flowerz feat. Muriel Fowler
- Leone di Lernia
- 1996: Max Deejay
- 2002: System Drivers
- 2003: Die Lollies
- 2005: Superb
- 2007: Chakuza feat Bushido
- 2007: Sagi Rei
- 2009: Hermes House Band
- 2010: Electric Lady Lab – erhielten als erster Act die Genehmigung, Rhythm Is a Dancer für ihren Song You & Me zu sampeln[29]
- 2010: Christopher S & Mike Candys feat. Antonella Rocco
- 2010: In der US-Filmkomödie Cop Out – Geladen und gesichert wird u. a. Rhythm Is a Dancer als Soundtrack verwendet.
- 2013: Bastille – Bastille veröffentlichten das Lied Of the Night, ein Medley aus Rhythm Is a Dancer und Coronas The Rhythm of the Night.[30]
- 2014: Jeremih feat. YG – Der Titel Don’t Tell ’Em enthält neben dem ersten gesungenen Satz diverse Anleihen aus dem Original.[31]
- 2015: 3LAU & Nom de Strip feat. Estelle
- 2017: MaxRiven
- 2017: SpongeBOZZ – Rhythm Is a Gangster
- 2017: Alex Christensen & The Berlin Orchestra
- 2023: Luca-Dante Spadafora & Niklas Dee

- Seit Oktober 2013 wird im Rahmen des Neo Magazin die Rubrik Prism is a dancer ausgestrahlt, die auf das NSA-Überwachungsprogramm PRISM anspielt und als Intro den abgewandelten Refrain von Rhythm Is a Dancer verwendet. Im Video dazu ist der tanzende Jan Böhmermann zu sehen.

- Snap! veröffentlichten ihren eigenen Song in neuen Versionen 1996, 2002/2003 (mit CJ Stone) und 2008.
- In dem Dokumentarfilm Running Wild des österreichischen Regisseurs Egon Humer aus dem Jahr 1992 über Jugendbanden in Wien untermalt Rhythm Is a Dancer einige Szenen.
- Im deutschen Fernsehen wurde der Song 1995 in einem Fernsehspot für den Ford Escort verwendet.